# Bontebok (Friesland)
Bontebok is een dorp in de gemeente Heerenveen, in de Nederlandse provincie Friesland. Het ligt ten zuidwesten van Gorredijk en ten oosten van Heerenveen. In 2023 telde het dorp 425 inwoners.

## Geschiedenis
Bontebok is ontstaan rond een sluis die in de Schoterlandse Compagnonsvaart werd gelegd. Deze vaart was de toegangsweg tot dit gebied en werd onder andere gebruikt voor de afvoer van de turf uit de turfwinningsgebieden. De schippers moesten vaak lang wachten, waardoor er al snel een kern van cafés, winkeltjes en bewoning rondom de sluis ontstond.
Op het hoogtepunt waren er zelfs vijf cafés in de buurtschap te vinden. Aan een van deze vijf cafés dankt Bontebok waarschijnlijk zijn naam. Dit café wordt al in 1683 genoemd en droeg de naam "De Bonte Bok". Het had een uithangbord met de spreuk: "Een bok is een bok, een bok ben ik geheten. Menigeen is een bok maar wil het niet weten" Het grondgebied van Bontebok behoorde voorheen grotendeels tot Nieuwehorne en deels tot De Knipe, maar kreeg na heel veel strijd van de raad van de gemeente Heerenveen met ingang van 1 januari 1980 de status van dorp.
Sedert 1923 was er een openbare lagere school “De Bontebok”. Van 1898 tot 1966 was er de zuivelfabriek De Gemeenschap. De fabriek is gesloopt en de school heeft per augustus 2012 ook zijn deuren gesloten.

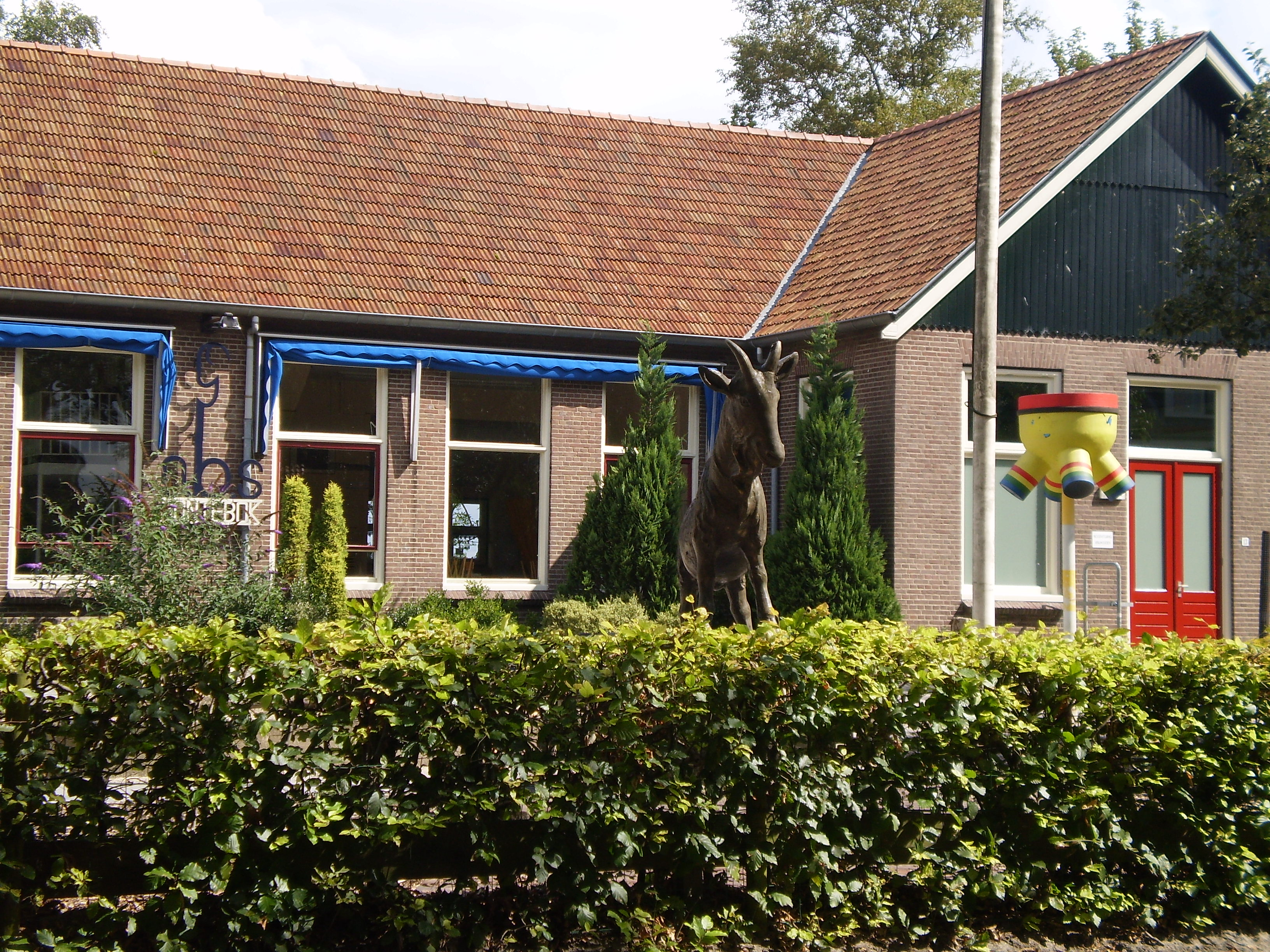
Voormalige school
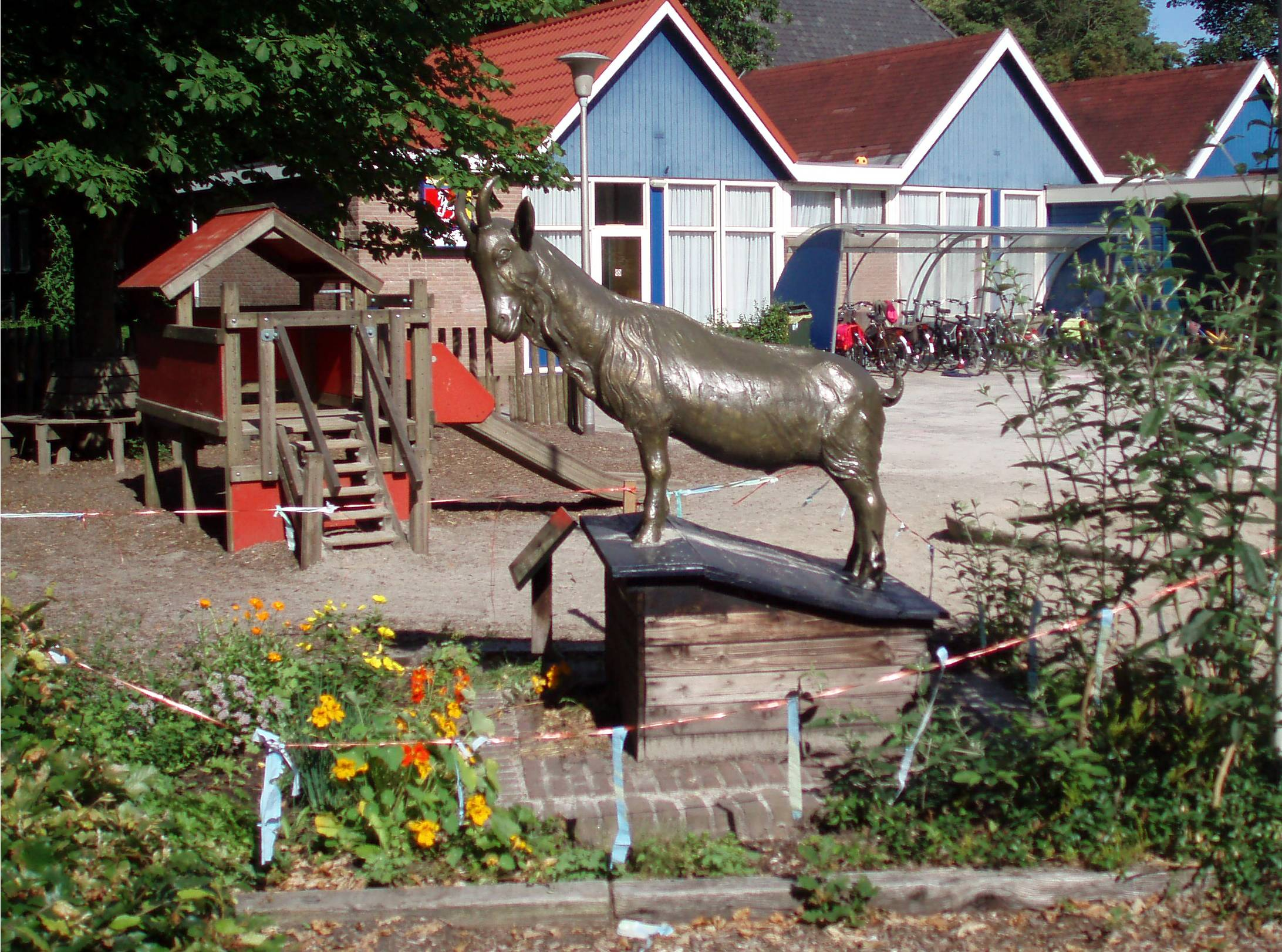
Bok op de haverkist
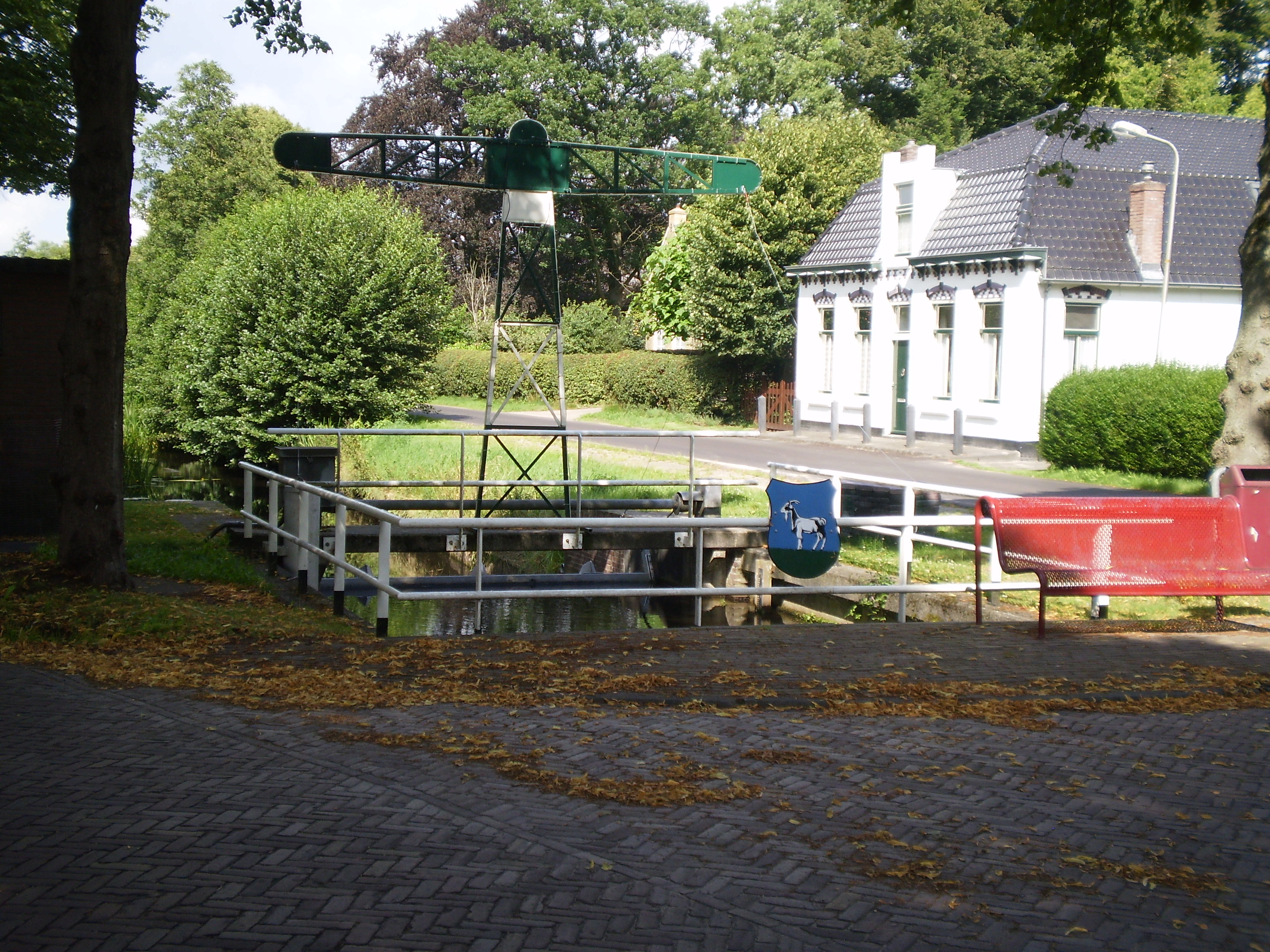
Stuw Schoterlandse Compagnonsvaart